# Fridolf Leopold Hisinger
Fridolf Leopold Hisinger, född 23 april 1845 i Ingå, död 8 juni 1928 i Pojo, var en finländsk bruksägare. 
Hisinger övertog 1883 efter sin fars död Billnäs, som han utvidgade och moderniserade samt 1898 ombildade till aktiebolag, där han var verkställande direktör till 1913. Han grundade och upprätthöll från 1898 en svensk trädgårdsskola på egendomen Villa Billnäs. Han tilldelades bergsråds titel 1918.